# Gonda
Gonda (hindi गोंडा) és una ciutat i consell municipal a l'estat d'Uttar Pradesh, capital del districte de Gonda i de la divisió de Devipatan, a 125 km al nord-est de Lucknow, capital de l'estat. Fou declarada municipalitat el 1869. La seva població el 1901 era de 15.811 habitants; al cens del 2001 la població era de 122.164 habitants. A 60 km de la ciutat hi ha Ayodhia, la ciutat sagrada on va nàixer Rama.